# 哈桑·迪亞布
哈桑·迪亞布（阿拉伯語：حسان دياب，1959年1月6日—）是黎巴嫩工程師、學者、政治人物。
在內閣成立之前，他於2019年12月19日被任命為黎巴嫩總理，翌年1月21日上任。在擔任總理之前，迪亞布在米歇爾·蘇萊曼總統的領導下於2011年至2014年期間擔任黎巴嫩教育部長。

## 早年生活
迪亞布於1959年1月6日出生於貝魯特。他獲得了通訊工程學學士學位，並於1981年從利茲城市大學獲得了學位。迪亞布在涉入政治生涯前，曾在贝鲁特美国大学担任副校长30年。

## 政治生涯
2011年至2014年，迪亚卜担任黎巴嫩教育部长。
2019年10月17日开始，黎巴嫩多地爆发大规模游行示威，要求政府辞职、组建新的技术专家型政府等。10月29日，时任总理萨阿德·哈里里宣布辞职。12月19日，黎巴嫩總統奥恩任命迪亚卜为新一届政府总理，授权其组阁。2020年1月21日，迪亚卜完成组阁。
2020年8月4日，贝鲁特港发生大爆炸，造成至少200人死亡、6000多人受伤，另有数十人下落不明。爆炸发生后，贝鲁特连续3天发生大规模示威活动，抗议发生大爆炸以及当局腐败等。8月10日，迪亚卜宣布辞职，获得总统米歇尔·奥恩的批准，其内阁随着解散。他谴责前朝政府的腐败是导致4日发生的摧毁首都的灾难性大爆炸。

### 法律诉讼
12月10日，负责调查爆炸案的黎巴嫩检察官法迪·萨旺以涉嫌玩忽职守的罪名向迪亚布和三名前部长发起诉讼。迪亚布随后通过总理办公室发表声明不愿接受萨旺的调查，他在一份声明中称对自己被列为调查目标感到惊讶，称其以负责任和透明的方式处理了爆炸问题。声明中也指责法官指控绕过议会，违反宪法。总理办公室声明说：「这一令人惊讶的目标超越了个人和职位本身，哈桑·迪亚布不会允许任何政党将总理职位作为目标。」